# Roman Vidonyak
Roman Vidonyak (* 19. August 1972 in Lwiw, Ukrainische SSR) ist ein deutscher Schachspieler und -trainer, der bis Mai 2004 für den ukrainischen Schachverband spielte.

## Leben
Roman Vidonyak studierte von 1989 bis 1993 Schach an der Sporthochschule in Lwiw. Seine Schachlehrer waren damals Josif Dorfman und Adrian Mihalčišin.
Er ist verheiratet mit der Schachspielerin Nellya Vidonyak, die den Titel Internationaler Meister der Frauen (WIM) trägt.

## Schach

### Schachspieler
Vereinsschach spielte er für den FC Bayern München. Mitglied ist er ebenfalls im TV Tegernsee und früher bei den Schachfreunden Topschach Gilching. In den 1990er-Jahren spielte er in Deutschland für den SK 1962 Ladenburg und den SV Wiesbaden 1985, danach für den SC 1934 Viernheim. In der polnischen Mannschaftsmeisterschaft spielte er für den FKS Avia Świdnik, wobei er in der Saison 1990 mit 7,5 Punkten aus 8 Partien das beste Ergebnis aller Spieler in der höchsten polnischen Liga erreichte.
Nach der Auflösung des sowjetischen Schachverbandes spielte er ab 1992 für die Ukraine. Ende Mai 2004 wechselte er zum Deutschen Schachbund.
Im Jahre 1993 erhielt er den Titel Internationaler Meister (IM). 2009 erzielte er beim 80. Viktor-Karl-Jubiläumsturnier in Lemberg eine Norm zum Erhalt des Großmeister-Titels. Bei diesem Turnier gewann er unter anderem gegen die Großmeister Mychajlo Kosakow und Nicolay Legky. Roman Vidonyaks Elo-Zahl beträgt 2442 (Stand: April 2025), er wird jedoch beim Weltschachbund FIDE als inaktiv geführt, da er seit einer Schachbundesligapartie im März 2018 keine Elo-gewertete Partie mehr gespielt hat. Seine bisher höchste Elo-Zahl war 2452 von Juli 2002 bis März 2003.

### Schachtrainer
Als Schachtrainer trainierte er unter anderem Sebastian Bogner, Stefan Bromberger, Rainer Buhmann, Jorden van Foreest, Anish Giri, Leonid Kritz, Manuela Mader, Georg Meier, Hannes Rau, Javohir Sindarov und Dennis Wagner. Seit 2012 trägt er den Titel FIDE Senior Trainer. Seit 2022 trainiert er die Großmeister Wladimir Fedossejew (Schnellschach-Vizeweltmeister 2023) und Alexander Donchenko (Mannschafts-Vizeeuropameister 2023 mit der deutschen Nationalmannschaft) sowie seit September 2023 Kirill Shevchenko (Mannschafts-Europameister mit der ukrainischen Nationalmannschaft 2021).